# Buddy Schutz
Buddy Schutz (eigentlich Adolph Schutz, * 23. November 1914; † 24. Februar 2007) war ein US-amerikanischer Jazz-Schlagzeuger der Swingära und Fotograf.

## Leben und Wirken
Schutz, der ab 1934 als Profimusiker tätig war, arbeitete zunächst in verschiedenen Bands, so bei den California Ramblers, mit denen erste Aufnahmen entstanden, außerdem bei Charlie Barnet, Frank Froeba und Vincent Lopez, bevor er 1938 im Orchester von Benny Goodman arbeitete. Von 1939 bis 1944 spielte er bei Jimmy Dorsey; aufgrund seines Könnens und seiner Popularität war er als Endorser für die Schlagzeugfirma Ludwig tätig. Nach dem Ende der Bigband-Ära leitete er eine eigene Band in Los Angeles. 1952 gehörte er Artie Shaws Gramercy Five an und wirkte bei deren Aufnahmen mit Connee Boswell mit. Im Bereich des Jazz war er zwischen 1937 und 1952 an 147 Aufnahmesessions beteiligt. Er arbeitete auch als Fotograf und fertigte Porträts von Filmschauspielern und Musikern. Seine Fotosammlung wird seit 2007 im Institute of Jazz Studies der Rutgers University in Newark aufbewahrt.